# أرتوراس ماسيوليس
أرتوراس ماسيوليس (بالليتوانية: Artūras Masiulis)‏ مواليد 2 مايو 1980 في ليتوانيا، هو لاعب كرة سلة ليتواني. بدأ مسيرته الاحترافية في سنة 1997. يبلغ طوله 5 قدم 23 بوصة (2.1 م). اعتزل اللعب في 2013.

## المسيرة الاحترافية
لعب مع زالغيريس لكرة السلة من سنة 2000 إلى 2003، ثم لعب مع تارتو في سنة 2003، ثم لعب مع تارتو في سنة 2004، ثم لعب مع ساكالي في موسم 2004-2005، ثم لعب مع لوكوموتيف كوبان في الدوري الروسي في سنة 2005، ثم لعب مع شياولياي من سنة 2005 إلى 2008، ثم لعب مع أتلتاس في سنة 2009.

## الإنجازات
- 2001 : الدوري الليتواني لكرة السلة
- 2003 : الدوري الإستوني الممتاز لكرة السلة
- 2006 : دوري البلطيق لكرة السلة
- 2006، 2007، 2008 : الدوري الليتواني لكرة السلة

## روابط خارجية
- أرتوراس ماسيوليس على موقع الاتحاد الدولي لكرة السلة (الإنجليزية)
- أرتوراس ماسيوليس على موقع الدوري الأوروبي لكرة السلة (الإنجليزية)
- أرتوراس ماسيوليس على موقع كرة السلة الأوروبية.كوم (الإنجليزية)
- أرتوراس ماسيوليس على موقع ريلجم (الإنجليزية)
- أرتوراس ماسيوليس على موقع بروبوليرز (الإنجليزية)
- أرتوراس ماسيوليس على موقع سبورتس رفرنس (الإنجليزية)